# Pahri Azhari
Pahri Azhari (3 de julho de 1962 - 23 de abril de 2020) foi um político indonésio. Ele foi o regente de Musi Banyuasin entre 2008 e 2012 e eleito novamente para o período entre 2012 e 2015. Anteriormente, ele foi membro do Parlamento da Regência Musi Banyuasin do Partido do Mandato Nacional e foi eleito vice-regente do Musi Banyuasin para o mandato de 2007-2012 para acompanhar Alex Noerdin. Por causa da renúncia de Alex Noerdin para concorrer como candidato a governador de Sumatra do Sul, Pahri foi nomeado regente em 29 de julho de 2008. Ele morreu devido a uma colisão de automóveis no dia 23 de abril de 2020.